# 가톨릭 노보시비르스크 교구
가톨릭 노보시비르스크 교구 또는 노보시비르스크의 거룩한 변모 교구(라틴어: Dioecesis Neosiberiana Transfigurationis, 러시아어: Преображенской епархии в Новосибирске)는 가톨릭 모스크바 대교구의 관하 교구이다. 주교좌 성당은 러시아 노보시비르스크에 있는 거룩한 변모 대성당이다.
1991년 4월 13일 블라디보스토크 교구에서 노보시비르스크 교황청 관리구로 분할되었다가 1999년 5월 18일 서시베리아 교황청 관리구로 개명하면서 동시베리아 교황청 관리구(지금의 이르쿠츠크 교구)가 분할되었다. 그리고 2002년 2월 11일 노보시비르스크의 거룩한 변모 교구로 승격되었다.

## 역대 교구장
- 요셉 베르트 주교 (2002.02.11 - )